# Phytomyza heraclei
Phytomyza heraclei este o specie de muște din genul Phytomyza, familia Agromyzidae. A fost descrisă pentru prima dată de Bouche în anul 1847.
Este endemică în Polonia. Conform Catalogue of Life specia Phytomyza heraclei nu are subspecii cunoscute.